# شرفان (الشغادرة)

تعديل مصدري - تعديل

شرفان هي إحدى قرى عزلة السوالمة بمديرية الشغادرة التابعة لمحافظة حجة، بلغ تعداد سكانها 288 نسمة حسب تعداد اليمن لعام 2004.